# Deltanus texanus
Deltanus texanus är en insektsart som beskrevs av Henry Fairfield Osborn och Ball 1898. Deltanus texanus ingår i släktet Deltanus och familjen dvärgstritar. Inga underarter finns listade i Catalogue of Life.